# So far, so good... so what!
So far, so Good... so what! is het derde studioalbum van de Amerikaanse thrashmetalband Megadeth, dat in 1988 uitkwam bij Capitol Records. In 2004 kwam een heruitgave van dit album uit met een aantal bonusnummers.

## Omschrijving
Het album is gemaakt door Megadeths tweede bezetting met Jeff Young op gitaar en Chuck Behler op de drums. Het zou het enige album worden dat met deze bezetting werd opgenomen. Young en Behler werden onmiddellijk na de tournee ter promotie van dit album uit de band ontslagen. Het album is een van de klassiekers van Megadeth, vooral door het nummer In My Darkest Hour, dat erg bekend is in de hardrock- en heavymetalwereld. Zanger Dave Mustaine schreef het nummer naar aanleiding van het overlijden van Cliff Burton, de bassist van Metallica. Cliff Burton kwam in september 1986 om bij een ongeluk met de toerbus in Zweden. Dave Mustaine was van 1981 tot 1983 gitarist bij Metallica, nog voor het debuutalbum Kill 'Em All verscheen. Van dit nummer werd een muziekvideo uitgebracht met beelden van de band die dit nummer in de studio speelt. MTV weigerde aanvankelijk om In My Darkest Hour uit te zenden, omdat men dacht dat de soms onsamenhangende teksten van dit nummer over zelfmoord zouden gaan. Ditzelfde zou Megadeth overkomen met het nummer A tout le monde. Aan het begin van het nummer Set the World Afire is een stukje van het nummer I Don't Want to Set the World on Fire van The Ink Spots uit 1941 te horen. Het nummer Anarchy in the U.K. is een cover van de punkband de Sex Pistols. Het nummer 502 gaat over rijden onder invloed. De politie in Los Angeles gebruikt deze code om dit aan te geven. Het nummer Liar is een aanklacht tegen het voormalige bandlid Chris Poland. Mustaine beschuldigde hem ervan dat hij spullen van de band had verkocht om aan drugs te komen. Het snel gezongen Hook in Mouth is gericht tegen censuur.

## Tracks
1. Into the Lungs of Hell (instrumentaal)
2. Set the World Afire
3. Anarchy in the U.K.
4. Mary Jane
5. 502
6. In My Darkest Hour
7. Liar
8. Hook in Mouth

## Bandleden
- Dave Mustaine – zang, ritmische gitaar en akoestische gitaar
- David Ellefson – basgitaar en achtergrondzang
- Jeff Young – gitaar, ritmische gitaar en akoestische gitaar
- Chuck Behler – drums en percussie

## Productie
- Dave Mustaine en Paul Lani

Killing Is My Business... and Business Is Good! ·
Peace Sells... But Who's Buying? ·
So far, so good... so what! ·
Rust in Peace ·
Countdown to Extinction ·
Youthanasia ·
Cryptic Writings ·
Risk ·
The World Needs a Hero ·
The System Has Failed ·
United Abominations ·
Endgame ·
Th1rt3en ·
Super Collider ·
Dystopia ·